# Cesare Pizzirani
Cesare Pizzirani (Bologna, 30 marzo 1981) è un nuotatore italiano, specializzato nel dorso.

## Carriera
Buon dorsista in vasca corta, dove oltre a vincere titoli italiani tra il 2003 e il 2005 sempre ai campionati invernali nei 50 e nei 100 metri, è stato in nazionale dove ha gareggiato nella staffetta 4×100 m mista ai campionati europei giovanili di Mosca del 1999 arrivando terzo; ha partecipato anche con la nazionale maggiore agli europei in vasca da 25 metri dal 2004 al 2006, arrivando in finale nei 100 m nel 2004 e nel 2005. Il suo più grande successo lo ha ottenuto con la 4×50 m mista ai campionati europei del 2006 vincendo la medaglia di bronzo con Alessandro Terrin, Rudy Goldin e Filippo Magnini.

## Palmarès
| Europei in vasca corta  | 50 m dorso              | 100 m dorso             | 4×50 m mista                       |
| 2004 Vienna Austria     | 9º in semifinale 25"03  | 6º 53"11                | squal. in batteria frazione: 25"09 |
| 2005 Trieste Italia     | 9º in semifinale 24"64  | 8º 52"93                | 7º - 1'35"77 frazione: 24"77       |
| 2006 Helsinki Finlandia | 14º in semifinale 25"01 | 13º in semifinale 53"80 | Bronzo: 1'35"20 frazione: 24"83    |
| Europei giovanili       | ---                     | ---                     | 4×100 m mista                      |
| 1999 Mosca Russia       | ---                     | ---                     | Bronzo: 3'51"39 :                  |

### Campionati italiani
5 titoli individuali, così ripartiti:
- 3 nei 50 m dorso
- 2 nei 100 m dorso

 nd = non disputata
| Anno | Edizione    | dorso 50 m | dorso 100 m | dorso 200 m | mista 4×50 m | mista 4×100 m |
| ---- | ----------- | ---------- | ----------- | ----------- | ------------ | ------------- |
| 2000 | Invernali   | 2          | -           | -           | -            | nd            |
| 2001 | Invernali   | 2          | 2           | 3           | -            | nd            |
| 2002 | Invernali   | 2          | 2           | 3           | -            | nd            |
| 2003 | Invernali   | 1          | 2           | -           | 2            | nd            |
| 2004 | Estivi      | 3          | -           | -           | nd           | -             |
| 2004 | Invernali   | 1          | 1           | -           | 2            | nd            |
| 2005 | Primaverili | -          | -           | -           | nd           | 2             |
| 2005 | Invernali   | 1          | 1           | -           | 2            | nd            |